# Chipmunk Mountain
Chipmunk Mountain är ett berg i Kanada.   Det ligger i provinsen British Columbia, i den sydvästra delen av landet, 3 500 km väster om huvudstaden Ottawa. Toppen på Chipmunk Mountain är 2 390 meter över havet, eller 538 meter över den omgivande terrängen. Bredden vid basen är 5,3 km.
Terrängen runt Chipmunk Mountain är bergig västerut, men österut är den kuperad. Trakten runt Chipmunk Mountain är nära nog obefolkad, med mindre än två invånare per kvadratkilometer.. Det finns inga samhällen i närheten. 
I omgivningarna runt Chipmunk Mountain växer i huvudsak barrskog.